# Everybody's Fool
"Everybody's Fool" je četvrti i ujedno posljednji singl s albuma Fallen alternativne rock grupe Evanescence. Amy Lee kaže kako je ta pjesma o slavnim osobama koje prodaju svoje tijelo za publicitet i predstavljaju se lažno u javnosti. Nakon predstavljanja trećeg Fallen singla "My Immortal" nagađalo se da će posljednji singl biti pjesma "Imaginary". 

## Popis pjesama
CD singl
1. "Everybody's Fool" - 3:15
2. "Taking Over Me" (uživo) - 4:06
3. "Whisper" (uživo) - 5:22
4. "Everybody's Fool" (instrumentalna verzija) - 3:15

## Videospot
Videospot je režirao Philip Stolzl. Spot prikazuje život glamurozne mlade zvijezde (glumi ju Amy Lee) koja je ustvari nesretna lažnim životom koji živi. Ona reklamira proizvode simbolično nazvane "Laži" (pizzu, parfem, energetski napitak i lutku). Na kraju spota vidimo kako ona žali što se uopće bavi tim poslom jer je njen život lažan. Glazbeni video je sniman u Los Angelesu u travnju 2004. Ubrzo je postao najdraži video fanova.

## Top liste
| Top liste (2009.)      | Najviša pozicija |
| ---------------------- | ---------------- |
| Australija             | 23               |
| Belgija (Flandrija)    | 35               |
| Belgija (Valonija)     | 43               |
| Irska                  | 32               |
| Italija                | 16               |
| Nizozemska             | 35               |
| Norveška               | 17               |
| Švicarska              | 35               |
| Ujedinjeno Kraljevstvo | 24               |